# Roald Amundsen – Ellsworths flyveekspedisjon 1925
Roald Amundsen – Ellsworths flyveekspedisjon 1925 är en norsk svartvit stumfilm (dokumentär) från 1925.
Filmen skildrar en av Roald Amundsens expeditioner till Nordpolen. Filmen regisserades och fotades av Paul Berge och Oskar Omdal. Med på expeditionen fanns även Leif Ragnar Dietrichson, Lincoln Ellsworth, Karl Feucht och Hjalmar Riiser-Larsen. Filmen producerades av Spektro-film och premiärvisades i Norge den 7 september 1925. Den visades i Österrike under titeln Amundsens Nordpolflug 1925 och distribuerades där av bolaget Fanamet Film.